# Харангозо, Дьюла
Дьюла Харангозо (венг. Harangozó Gyula; 19 апреля 1908, Будапешт — 10 ноября 1974, там же) — венгерский артист балета, балетмейстер
, хореограф. Лауреат национальной премии имени Кошута (1956).

## Биография
В 1925—1928 годах учился в балетной школе у Р. Брады. С 1928 года выступал в Будапештском театре оперы и балета. Дебютировал в партии Губернатора («Треуголка» М. де Фальи).
В 1936 году поставил балет «Сцена в Чарде» на музыку Хубаи — Кенешшеи, затем «Половецкие пляски» из оперы «Князь Игорь» Бородина (1938), «Ромео и Джульетта» на музыку Чайковского (1939), «Чудесный мандарин» (1945), «Платочек невесты» Кенешшеи (1951), «Шехеразада» на музыку Римского-Корсакова (1960). 
Балетмейстерское искусство Харангозо отличается разнообразием хореографических приёмов, интересом к народным темам и танцам. Выступал за границей как танцовщик и постановщик. 
Балеты его вошли в репертуар многих зарубежных трупп.

## Избранные роли
- Деревянный принц и Старый кавалер («Деревянный принц» и «Чудесный мандарин» Бартока),
- Коппелиус («Коппелия» Делиба).